# 大江芳弘
大江 芳弘（おおえ よしひろ、1979年 - ）は、日本のバレーボール選手である。日本において、混合バレーボールを考案しその普及につとめた人物として知られる。

## 人物・来歴
1979年11月9日 東京都大田区に生まれる。
2002年 参加制限や参加方法がわからない大会が多く、誰もが気軽に参加できるバレーボール大会を目指し、自主大会を開催。
2003年1月 特定非営利活動法人マグナムカップを設立。高校生、大学生、社会人など、年齢の壁を越えた男子6人制大会、女子6人制大会を開催する。後にママさん大会も開催する。
2005年 特定非営利活動法人日本混合バレーボール協会を設立。男性3人、女性3人の6人で構成されたチームで、混合バレーボール競技規則を定め、老若男女問わず楽しめるバレーボールを考案し、競技人口の増加、競技の普及につとめる。混合バレーボールの競技規則を制作。
2010年 株式会社ミカサと共同開発し、混合バレーボール球を制作。
2020年 特定非営利活動法人日本混合バレーボール連盟は、第1回混合バレーボール世界大会を千葉県館山市で開催。7つの国と地域から14チームが参加。
2023年時点の肩書 特定非営利活動法人日本混合バレーボール連盟理事長、特定非営利活動法人マグナムカップ理事長、日本エレパーツ株式会社取締役